# Nacerdes martensi
Nacerdes martensi is een keversoort uit de familie schijnboktorren (Oedemeridae). De wetenschappelijke naam van de soort is voor het eerst geldig gepubliceerd in 1993 door Švihla.